# Mangora angulopicta
Mangora angulopicta là một loài nhện trong họ Araneidae.
Loài này thuộc chi Mangora. Mangora angulopicta được miêu tả năm 1990 bởi Chang-Min Yin et al..